# Carlos Pellegrini (stacja metra)
Carlos Pellegrini - stacja metra w Buenos Aires, na linii B. Znajduje się pomiędzy stacjami Florida a Uruguay. Stacja została otwarta 22 czerwca 1931.